# Repêchage amateur de la LNH 1970
Ne pas confondre avec le repêchage d'expansion de la LNH 1970.
1969 1971
Le repêchage amateur de la Ligue nationale de hockey 1970  a lieu à l'hôtel Reine Élizabeth à Montréal au Québec (Canada).

## Le repêchage

### Premier tour
| Rang | Équipe LNH                    | Nationalité | Joueur            | Repêché de                        |
| ---- | ----------------------------- | ----------- | ----------------- | --------------------------------- |
| 1    | Sabres de Buffalo             | Canada      | Gilbert Perreault | Canadien junior de Montréal (AHO) |
| 2    | Canucks de Vancouver          | Canada      | Dale Tallon       | Marlboros de Toronto (AHO)        |
| 3    | Bruins de Boston              | Canada      | Reggie Leach      | Bombers de Flin-Flon (WCHL)       |
| 4    | Bruins de Boston              | Canada      | Rick MacLeish     | Petes de Peterborough (AHO)       |
| 5    | Canadiens de Montréal         | Canada      | Ray Martyniuk     | Bombers de Flin-Flon (WCHL)       |
| 6    | Canadiens de Montréal         | Canada      | Chuck Lefley      | Équipe nationale du Canada        |
| 7    | Penguins de Pittsburgh        | Canada      | Greg Polis        | Bruins d'Estevan (WCHL)           |
| 8    | Maple Leafs de Toronto        | Canada      | Darryl Sittler    | Knights de London (AHO)           |
| 9    | Bruins de Boston              | Canada      | Ron Plumb         | Petes de Peterborough (AHO)       |
| 10   | Golden Seals de la Californie | Canada      | Chris Oddleifson  | Jets de Winnipeg (WCHL)           |
| 11   | Rangers de New York           | Canada      | Normand Gratton   | Canadien junior de Montréal (AHO) |
| 12   | Red Wings de Détroit          | Canada      | Serge Lajeunesse  | Canadien junior de Montréal (AHO) |
| 13   | Bruins de Boston              | Canada      | Bob Stewart       | Generals d'Oshawa (AHO)           |
| 14   | Black Hawks de Chicago        | Canada      | Dan Maloney       | Knights de London (AHO)           |

### Deuxième tour
| Rang | Équipe LNH                    | Nationalité | Joueur             | Repêché de                            |
| ---- | ----------------------------- | ----------- | ------------------ | ------------------------------------- |
| 15   | Sabres de Buffalo             | Canada      | Butch Deadmarsh    | Wheat Kings de Brandon (WCHL)         |
| 16   | Canucks de Vancouver          | Canada      | Jim Hargreaves     | Jets de Winnipeg (WCHL)               |
| 17   | North Stars du Minnesota      | Canada      | Fred Harvey        | Red Wings de Hamilton (AHO)           |
| 18   | Flyers de Philadelphie        | Canada      | Bill Clement       | 67 d'Ottawa (AHO)                     |
| 19   | Golden Seals de la Californie | Canada      | Pete Laframboise   | 67 d'Ottawa (AHO)                     |
| 20   | North Stars du Minnesota      | Canada      | Fred Barrett       | Marlboros de Toronto (AHO)            |
| 21   | Penguins de Pittsburgh        | Canada      | John Stewart       | Bombers de Flin-Flon (WCHL)           |
| 22   | Maple Leafs de Toronto        | Canada      | Errol Thompson     | équipe senior de Charlettown          |
| 23   | Blues de Saint-Louis          | Canada      | Murray Keogan      | Bulldogs de Minnesota-Duluth (NCAA)   |
| 24   | Kings de Los Angeles          | Canada      | Al McDonough       | Black Hawks de Saint-Catharines (AHO) |
| 25   | Rangers de New York           | Canada      | Mike Murphy        | Marlboros de Toronto (AHO)            |
| 26   | Red Wings de Détroit          | Canada      | Bob Guindon        | Canadien junior de Montréal (AHO)     |
| 27   | Bruins de Boston              | Canada      | Daniel Bouchard    | Knights de London (AHO)               |
| 28   | Black Hawks de Chicago        | Canada      | Michel Archambault | Rangers de Drummondville (LHJMQ)      |

### Troisième tour
| Rang | Équipe LNH                    | Nationalité | Joueur           | Repêché de                       |
| ---- | ----------------------------- | ----------- | ---------------- | -------------------------------- |
| 29   | Sabres de Buffalo             | Canada      | Steve Cuddie     | Marlboros de Toronto (AHO)       |
| 30   | Canucks de Vancouver          | Canada      | Ed Dyck          | Centennials de Calgary (WCHL)    |
| 31   | Canadiens de Montréal         | Canada      | Steve Carlyle    | Rustlers de Red Deer (LHJA)      |
| 32   | Flyers de Philadelphie        | Canada      | Bob Kelly        | Generals d'Oshawa (AHO)          |
| 33   | Golden Seals de la Californie | Canada      | Randy Rota       | Centennials de Calgary (WCHL)    |
| 34   | North Stars du Minnesota      | Canada      | Dennis Patterson | Petes de Peterborough (AHO)      |
| 35   | Penguins de Pittsburgh        | Canada      | Larry Bignell    | Oil Kings d'Edmonton (WCHL)      |
| 36   | Maple Leafs de Toronto        | États-Unis  | Gerry O'Flaherty | Rangers de Kitchener (AHO)       |
| 37   | Blues de Saint-Louis          | Canada      | Ron Climie       | Red Wings de Hamilton (AHO)      |
| 38   | Kings de Los Angeles          | Canada      | Terry Holbrook   | Knights de London (AHO)          |
| 39   | Rangers de New York           | Canada      | Wendell Bennett  | équipe junior A de Weyburn       |
| 40   | Red Wings de Détroit          | Canada      | Yvon Lambert     | Rangers de Drummondville (LHJMQ) |
| 41   | Bruins de Boston              | Canada      | Ray Brownlee     | Université de Brandon (CIAU)     |
| 42   | Black Hawks de Chicago        | Canada      | Len Frig         | Centennials de Calgary (WCHL)    |

### Quatrième tour
| Rang | Équipe LNH                    | Nationalité | Joueur           | Repêché de                          |
| ---- | ----------------------------- | ----------- | ---------------- | ----------------------------------- |
| 43   | Sabres de Buffalo             | Canada      | Randy Wyrozub    | Oil Kings d'Edmonton (WCHL)         |
| 44   | Canucks de Vancouver          | Canada      | Brent Taylor     | Bruins d'Estevan (WCHL)             |
| 45   | Canadiens de Montréal         | Canada      | Cal Hammond      | Bombers de Flin-Flon (WCHL)         |
| 46   | Flyers de Philadelphie        | Canada      | Jacques Lapierre | Bruins de Shawinigan (LHJMQ)        |
| 47   | Golden Seals de la Californie | Canada      | Ted McAneeley    | Oil Kings d'Edmonton (WCHL)         |
| 48   | North Stars du Minnesota      | Canada      | Dave Cressman    | Rangers de Kitchener (AHO)          |
| 49   | Penguins de Pittsburgh        | Canada      | Connie Forey     | 67 d'Ottawa (AHO)                   |
| 50   | Maple Leafs de Toronto        | Canada      | Bob Gryp         | Terriers de Boston (NCAA)           |
| 51   | Blues de Saint-Louis          | Canada      | Gord Brooks      | Knights de London (AHO)             |
| 52   | Canadiens de Montréal         | Canada      | John French      | Marlboros de Toronto (AHO)          |
| 53   | Rangers de New York           | Canada      | André St.-Pierre | Rangers de Drummondville (LHJMQ)    |
| 54   | Red Wings de Détroit          | Canada      | Tom Johnston     | Marlboros de Toronto (AHO)          |
| 55   | Bruins de Boston              | Canada      | Gord Davies      | Marlboros de Toronto (AHO)          |
| 56   | Black Hawks de Chicago        | Canada      | Walt Ledingham   | Bulldogs de Minnesota-Duluth (NCAA) |

### Cinquième tour
| Rang | Équipe LNH                    | Nationalité | Joueur         | Repêché de                              |
| ---- | ----------------------------- | ----------- | -------------- | --------------------------------------- |
| 57   | Sabres de Buffalo             | Canada      | Mike Morton    | Bruins de Shawinigan (LHJMQ)            |
| 58   | Canucks de Vancouver          | Canada      | Bill McFadden  | Broncos de Swift Current (WCHL)         |
| 59   | Kings de Los Angeles          | Canada      | Billy Smith    | Royals de Cornwall (LHJMQ)              |
| 60   | Flyers de Philadelphie        | Canada      | Doug Kerslake  | Oil Kings d'Edmonton (WCHL)             |
| 61   | Golden Seals de la Californie | Canada      | Ray Gibbs      | équipe senior de Charlettown            |
| 62   | North Stars du Minnesota      | Canada      | Hank Lehvonen  | Rangers de Kitchener (AHO)              |
| 63   | Penguins de Pittsburgh        | Canada      | Steve Cardwell | Generals d'Oshawa (AHO)                 |
| 64   | Maple Leafs de Toronto        | Canada      | Luc Simard     | Ducs de Trois-Rivières (LHJMQ)          |
| 65   | Blues de Saint-Louis          | Canada      | Mike Stevens   | Bulldogs de Minnesota-Duluth (NCAA)     |
| 66   | Canadiens de Montréal         | Canada      | Rick Wilson    | Fighting Sioux du Dakota du Nord (NCAA) |
| 67   | Rangers de New York           | Canada      | Gary Coalter   | Red Wings de Hamilton (AHO)             |
| 68   | Red Wings de Détroit          | États-Unis  | Tom Mellor     | Eagles de Boston College (NCAA)         |
| 69   | Bruins de Boston              | Canada      | Bob Roselle    | Éperviers de Sorel (LHJMQ)              |
| 70   | Black Hawks de Chicago        | Canada      | Gilles Meloche | Maple Leafs de Verdun (LHJMQ)           |

### Sixième tour
| Rang | Équipe LNH                    | Nationalité | Joueur          | Repêché de                              |
| ---- | ----------------------------- | ----------- | --------------- | --------------------------------------- |
| 71   | Sabres de Buffalo             | Canada      | Mike Keeler     | Flyers de Niagara Falls (AHO)           |
| 72   | Canucks de Vancouver          | Canada      | Dave Gilmour    | Knights de London (AHO)                 |
| 73   | Kings de Los Angeles          | Canada      | Gerry Bradbury  | Knights de London (AHO)                 |
| 74   | Flyers de Philadelphie        | Canada      | Dennis Giannini | Knights de London (AHO)                 |
| 75   | Golden Seals de la Californie | Canada      | Doug Moyes      | Éperviers de Sorel (LHJMQ)              |
| 76   | North Stars du Minnesota      | Canada      | Murray McNeil   | Centennials de Calgary (WCHL)           |
| 77   | Penguins de Pittsburgh        | Canada      | Bob Fitchner    | Wheat Kings de Brandon (WCHL)           |
| 78   | Maple Leafs de Toronto        | Canada      | Cal Booth       | Red Wings de Weyburn (LHJS)             |
| 79   | Blues de Saint-Louis          | Canada      | Claude Moreau   | Canadien junior de Montréal (AHO)       |
| 80   | Canadiens de Montréal         | Canada      | Robert Brown    | Terriers de Boston (NCAA)               |
| 81   | Rangers de New York           | États-Unis  | Duane Wylie     | Black Hawks de St.-Catharines (AHO)     |
| 82   | Red Wings de Détroit          | Canada      | Bernie MacNeil  | équipe junior A d'Espanola              |
| 83   | Bruins de Boston              | Canada      | Murray Wing     | Fighting Sioux du Dakota du Nord (NCAA) |

### Septième tour
| Rang | Équipe LNH                    | Nationalité | Joueur         | Repêché de                            |
| ---- | ----------------------------- | ----------- | -------------- | ------------------------------------- |
| 84   | Sabres de Buffalo             | États-Unis  | Tim Regan      | Terriers de Boston (NCAA)             |
| 85   | Blues de Saint-Louis          | Canada      | Jack Taggart   | Pioneers de Denver (NCAA)             |
| 86   | Kings de Los Angeles          | Canada      | Brian Carlin   | Centennials de Calgary (WCHL)         |
| 87   | Flyers de Philadelphie        | Canada      | Hank Nowak     | Generals d'Oshawa (AHO)               |
| 88   | Golden Seals de la Californie | Canada      | Terry Murray   | 67 d'Ottawa (AHO)                     |
| 89   | North Stars du Minnesota      | Canada      | Gary Geldart   | Knights de London (AHO)               |
| 90   | Penguins de Pittsburgh        | Canada      | Jim Pearson    | Black Hawks de Saint-Catharines (AHO) |
| 91   | Maple Leafs de Toronto        | Canada      | Paul Larose    | Remparts de Québec (LHJMQ)            |
| 92   | Blues de Saint-Louis          | Canada      | Terry Marshall | Wheat Kings de Brandon (WCHL)         |
| 93   | Canadiens de Montréal         | États-Unis  | Bob Fowler     | Bruins d'Estevan (WCHL)               |
| 94   | Rangers de New York           | Canada      | Wayne Bell     | Bruins d'Estevan (WCHL)               |
| 95   | Red Wings de Détroit          | Canada      | Ed Hays        | Pioneers de Denver (NCAA)             |
| 96   | Bruins de Boston              | Canada      | Glenn Siddall  | Rangers de Kitchener (AHO)            |

### Huitième tour
| Rang | Équipe LNH                    | Nationalité | Joueur             | Repêché de                              |
| ---- | ----------------------------- | ----------- | ------------------ | --------------------------------------- |
| 97   | Sabres de Buffalo             | Canada      | Doug Rombough      | Blackhawks de Saint-Catharines (AHO)    |
| 98   | Kings de Los Angeles          | Canada      | Brian Chinnick     | Petes de Peterborough (AHO)             |
| 99   | Flyers de Philadelphie        | Canada      | Gary Cunningham    | Blackhawks de Saint-Catharines (AHO)    |
| 100  | Golden Seals de la Californie | Canada      | Alan Henry         | Fighting Sioux du Dakota du Nord (NCAA) |
| 101  | North Stars du Minnesota      | Canada      | Mickey Donaldson   | Petes de Peterborough (AHO)             |
| 102  | Penguins de Pittsburgh        | Canada      | Cam Newton         | Rangers de Kitchener (AHO)              |
| 103  | Maple Leafs de Toronto        | Canada      | Ron Low            | Kings de Dauphin (LHJM)                 |
| 104  | Blues de Saint-Louis          | Canada      | Dave Tataryn       | Flyers de Niagara Falls (AHO)           |
| 105  | Canadiens de Montréal         | Canada      | Ric Jordan         | Terriers de Boston (NCAA)               |
| 106  | Rangers de New York           | Canada      | Pierre Brind'Amour | Canadien junior de Montréal (AHO)       |

### Neuvième tour
| Rang | Équipe LNH             | Nationalité | Joueur          | Repêché de                           |
| ---- | ---------------------- | ----------- | --------------- | ------------------------------------ |
| 107  | Sabres de Buffalo      | Canada      | Luc Nadeau      | Rangers de Drummondville (LHJMQ)     |
| 108  | Blues de Saint-Louis   | Canada      | Bob Winograd    | Tigers de Colorado College (NCAA)    |
| 109  | Flyers de Philadelphie | Canada      | Jean Daigle     | Éperviers de Sorel (LHJMQ)           |
| 110  | Penguins de Pittsburgh | Canada      | Ron Lemieux     | Kings de Dauphin (LHJM)              |
| 111  | Blues de Saint-Louis   | États-Unis  | Mike Lampman    | Pioneers de Denver (NCAA)            |
| 112  | Blues de Saint-Louis   | États-Unis  | Jeff Rotsch     | Badgers du Wisconsin (NCAA)          |
| 113  | Blues de Saint-Louis   | Canada      | Al Calver       | Rangers de Kitchener (AHO)           |
| 114  | Blues de Saint-Louis   | Canada      | Jerry MacDonald | Université St.-Francis-Xavier (CIAU) |
| 115  | Blues de Saint-Louis   | Canada      | Gerald Haines   | Muskies de Kenora (LHJM)             |

Nota : les cinq derniers choix consécutifs de Saint-Louis ont fait l'objet pour chacun d'un tour particulier.